# Dorpskerk Wassenaar

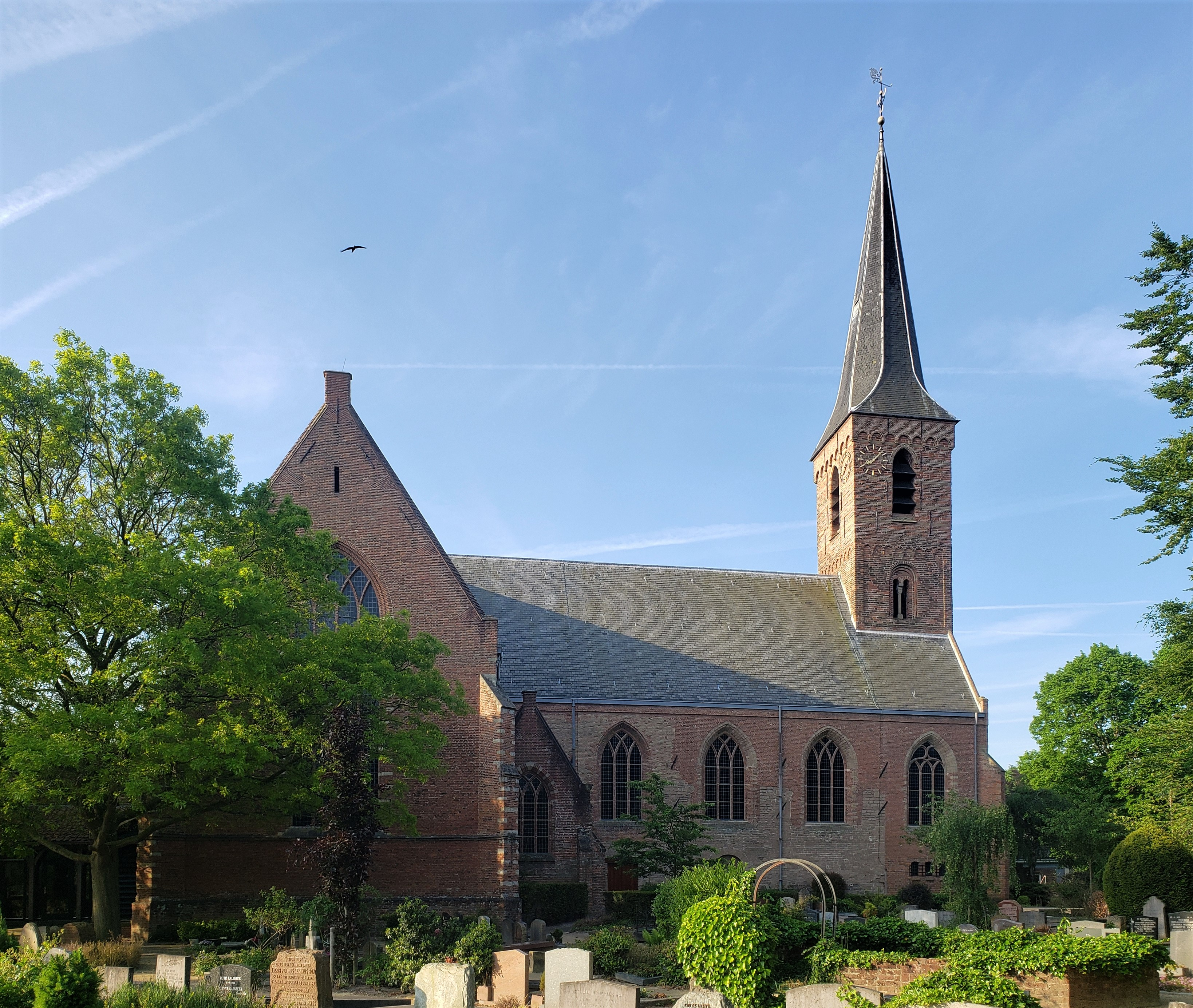
Die Dorpskerk Wassenaar

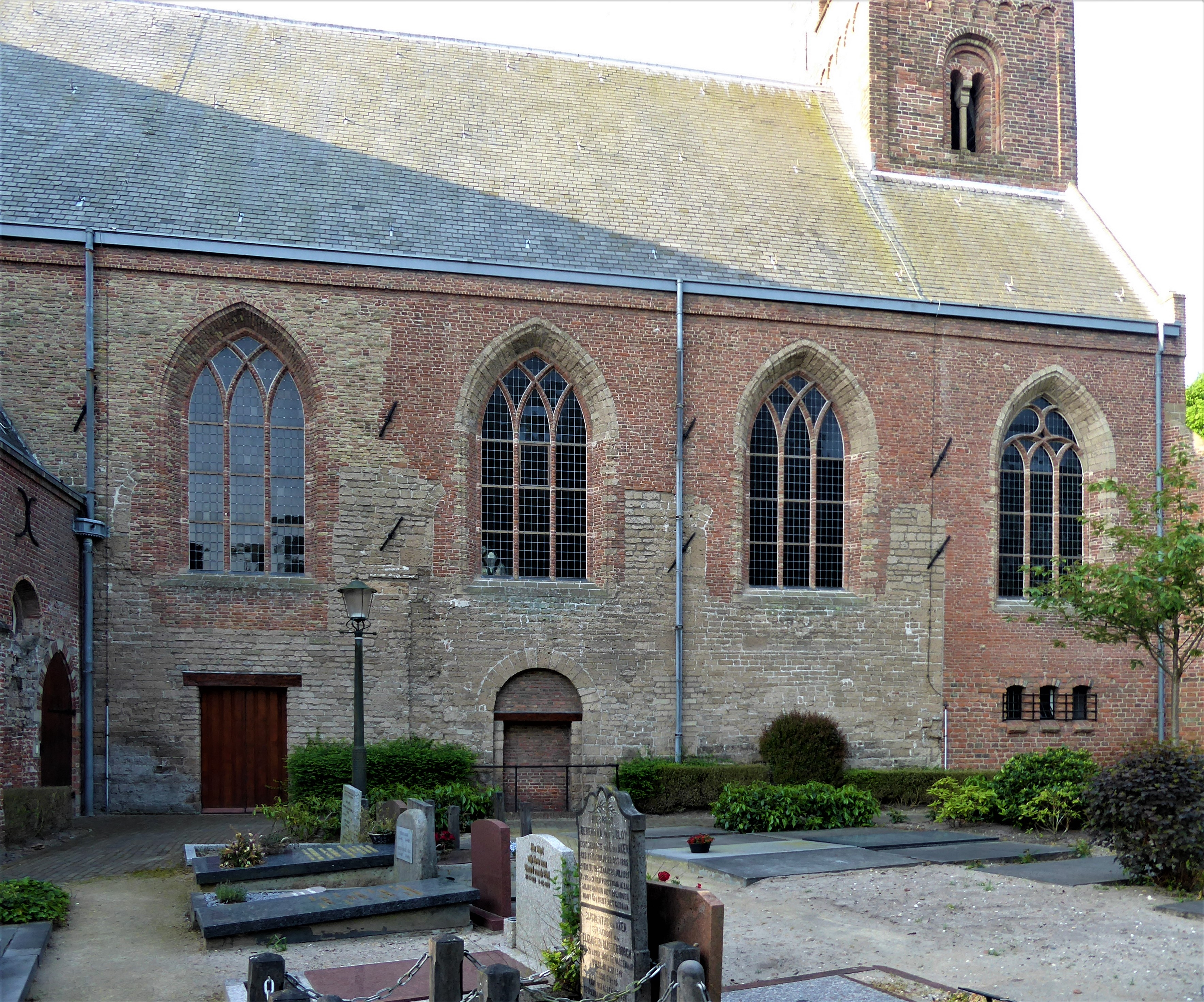
Romanisches Mauerwerk aus Tuffstein in der Nordwand

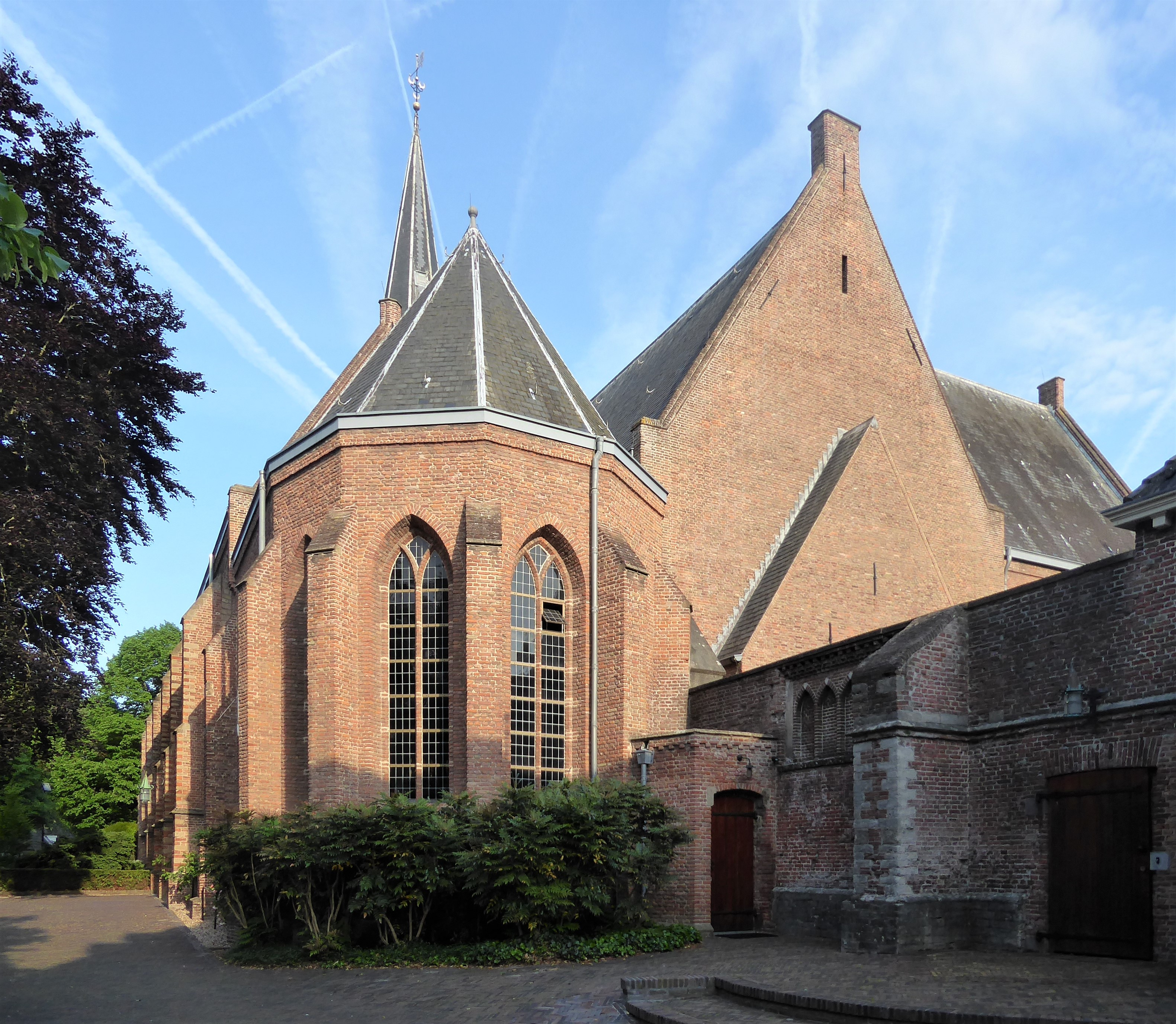
Der südliche Seitenchor und der vermauerte Giebel des Kirchenschiffes

Die Dorpskerk (deutsch: Dorfkirche) in Wassenaar (Provinz Südholland) ist ein Kirchengebäude der Protestantischen Kirche in den Niederlanden. Die Kirche ist als Rijksmonument eingestuft.

## Geschichte
Die Kirche war bis zur Einführung der Reformation dem Patrozinium des heiligen Willibrord unterstellt. Die Kirche geht in ihren ältesten Teilen auf einen Bau der Romanik aus dem 12. Jahrhundert zurück. 
Das Gotteshaus ist eine zweischiffige Kirche mit Südseitenchor, Nordquerhaus und einem schlanken, dreiteiligen Turm mit eingeschnürter Turmspitze. Teile der Nordwand des Kirchenschiffs sind Reste eines Vorgängerbaus, einer einschiffigen Tuffsteinkirche aus dem frühen 12. Jahrhundert, von der auch noch Spuren romanischer Rundbogenfenster erkennbar sind. Der romanische Turm mit Rundbogenfriesen wurde Anfang des 13. Jahrhunderts erbaut. Das Geschoss für die Glocken wurde um 1450 zur Zeit der Gotik hinzugefügt, wobei auch das Kirchenschiff mit Backstein erhöht wurde und sein heutiges gotisches Aussehen erhielt. Der Südseitenchor war bereits kurz zuvor errichtet worden. Zu Beginn des 16. Jahrhunderts wurden die Sakristei, das Nordquerhaus und die Nordkapelle sowie der später teilweise niedergelegte Hauptchor errichtet. Nachdem die Kirche 1573 während der Belagerung von Leiden stark in Mitleidenschaft gezogen wurde, wurde das Kirchenschiff 1593 wieder aufgebaut. 1740 erhielt der Turm die heutige Turmspitze und der südliche Seitenchor vermutlich 1833 das heutige Dach. Bei der Restaurierung 1938 bis 1941 unter der Leitung von H. van der Kloot Meijburg wurden die romanischen Halllöcher des Turms rekonstruiert, ein neuer Westeingang geschaffen und das nördliche Querschiff wieder aufgebaut. Das Inventar umfasst eine Zehn-Gebote-Tafel (1604), eine Kanzel und ein Tauftor (1768) und eine von Albertus Antonius Hinsz 1769 gebaute Orgel, die 1792 von L. van Dam erweitert und 1974 restauriert wurde.
Der umfriedete Kirchhof (1888) enthält ein Grabmal aus dem frühen 19. Jahrhundert für die Familie Van Wassenaer und einen Grabstein mit Marmorintarsien für S. Wondt († 1866). Das ursprünglich aus dem 15. Jahrhundert stammende Adelshaus von Floris van Cralingen dient seit 1612 als Pfarrhaus (Schoolstraat 2). Das weiß verputzte Herrenhaus, 1796 umgebaut und 1856 um ein Stockwerk erhöht, besitzt noch Gewölbekeller und Verbundbalken.